# Claviers
Claviers là một xã thuộc tỉnh Var trong vùng Provence-Alpes-Côte d’Azur, Pháp. Xã này có diện tích 15,9 kilômét vuông, dân số năm 2006 là 682 người. Xã này nằm ở khu vực có độ cao trung bình 400 mét trên mực nước biển.
Danh xưng dân địa phương trong tiếng Pháp là Clavésiens, Clavésiennes.

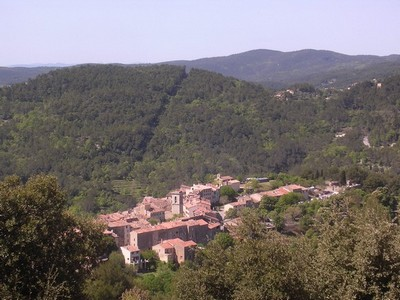
Claviers

## Biến động dân số
| Năm | 1962 | 1968 | 1975 | 1982 | 1990 | 1999 | 2004 |
| --- | ---- | ---- | ---- | ---- | ---- | ---- | ---- |
| Dân số | 316  | 359  | 404  | 469  | 597  | 553  | 682  |
| From the year 1962 on: No double counting—residents of multiple communes (e.g. students and military personnel) are counted only once. |      |      |      |      |      |      |      |